# Пластилін

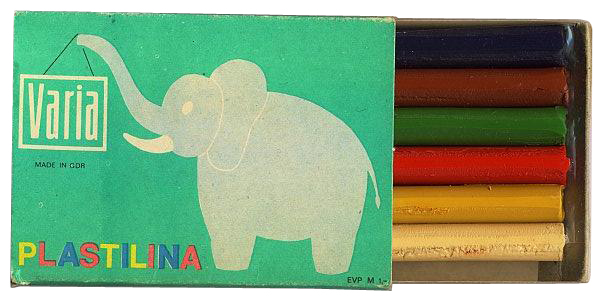
Коробка пластиліну

Пластилін (італ. plastilina, від дав.-гр. πλαστός — ліпний) — матеріал для ліплення. Виготовляється з очищеного і подрібненого порошку глини з доданням воску, сала та інших речовин, що перешкоджають висиханню. Буває різнобарвним. Слугує матеріалом для виконання фігур ескізів для скульптурних робіт, невеликих моделей, виробів малих форм.
Питання про те, кого вважати винахідником пластиліну, є спірним. У Німеччині ним вважають Франца Колба (патент 1880 року), у Великій Британії — Вільяма Харбута (патент 1899 року).
Пластилін використовується дітьми як матеріал для дрібного ліплення. Ігри з пластиліном сприяють розвитку координації пальців.
Також використовується як матеріал для скульптури у виготовленні невеликих ескізних (чорнових) моделей в процесі пошуку форми, тобто перед початком роботи над чистовим варіантом.
Один з жанрів анімації — пластилінова анімація — створюється за допомогою фігур, виліплених з пластиліну.

## Розумний пластилін
Розумний пластилін, або як його ще називають, «хендгам» (англ. handgum, дослівно — «ручна жуйка») — речовина на основі силікону, на дотик нагадує жувальну гумку, але володіє цікавими властивостями тиксотропних рідин. Завдяки цьому він тече, рветься, ламається тощо. Завдяки іншим складовим може ще магнітитися, світитися, змінювати колір. Схожі властивості має гудрон при відносно низьких температурах.

## Недоліки пластиліну
- Вицвітання на світлі;
- Прилипання пилу;
- Розпливання на спеці;
- Забруднення рук внаслідок роботи з пластиліном;
- Деякі види пластиліну горять